# Liên hoan nhạc Jazz quốc tế tại Prudnik
Liên hoan nhạc Jazz quốc tế tại Prudnik (còn được gọi là Liên hoan nhạc Jazz Prudnik) là một lễ hội âm nhạc quốc tế được tổ chức hàng năm tại Prudnik từ năm 2007. Đây là sự kiện nhạc Jazz ngoài trời lớn nhất trong tỉnh Opole, sự kiện đã ghi nhận sự tham gia của nhiều nghệ sĩ đến từ nhiều quốc gia như từ Ba Lan, Cộng hòa Séc, Đức, Áo, Pháp, Anh và Hoa Kỳ đến biểu diễn.

## Lịch sử
Người khởi xưởng ý tưởng tổ chức liên hoan nhạc Jazz quốc tế tại Prudnik là Ryszard Czeczel, ông là giám đốc nghệ thuật của Trung tâm Văn hóa Prudnik. Phiên ban đầu tiên được tổ chức vào ngày 26 tháng 8 năm 2007 tại khu vườn của biệt thự gia đình Fränkel ở Prudnik với tên gọi là"Liên hoan nhạc Jazz Prudnik". Trong lần này, ban tổ chức đã mời các nghệ sĩ và ban nhạc nổi tiếng như Extra Mocne Combo Jazz, Marek Bałata, Jarosław Śmietana, Wojciech Karolak, Adam Czerwiński, Old Metropolitan Band đến tham gia biểu diễn.
Cho đến năm 2014, thì sự kiện này đã được tổ chức tại Quảng trường chính của thành phố Prudnik, nó được xem như là một sự kiện nhạc Jazz ngoài trời lớn nhất ở tỉnh Opole. Sự kiện đã thu hút sự quan tâm rất lớn của các nghệ sĩ và công chúng.
Năm 2019 là phiên bản thứ 13 của lễ hội được tổ chức vào ngày 3 tháng 8 tại Quảng trường chính của thành phố Prudnik, với sự tham gia của nhiều nghệ sĩ và ban nhạc Jazz nổi tiếng như nhóm Plast Band & Shata Qs, Old Metropolitan Band, Fortet & Mili Morena, Adam Jarzmik Quintet feat. Szymon Mika, Beata Przybytek Band. Liên hoàn lần thứ 14 đã bị hủy bỏ do ảnh hưởng của dịch bênh Covid 19.